# 244 TCN
244 TCN là một năm trong lịch La Mã.